# Panguitch
La ville de Panguitch (en anglais [peɪŋɡwɪtʃ]) est le siège du comté de Garfield, dans l’État de l’Utah, aux États-Unis. Sa population s’élevait à 1 520 habitants lors du recensement de 2010, estimée à 1 688 habitants en 2017.
Le tourisme joue un rôle majeur dans l'économie de la ville, une des plus proches du parc national de Bryce Canyon.

## Démographie
| Groupe            | Panguitch | Utah | États-Unis |
| ----------------- | --------- | ---- | ---------- |
| Blancs            | 95,3      | 86,1 | 72,4       |
| Amérindiens       | 2,0       | 1,2  | 0,9        |
| Métis             | 0,9       | 6,0  | 6,4        |
| Autres            | 0,7       | 2,7  | 2,9        |
| Afro-Américains   | 0,7       | 1,1  | 12,6       |
| Asiatiques        | 0,4       | 2,0  | 4,8        |
| Océaniens         | 0,1       | 0,9  | 0,2        |
| Total             | 100       | 100  | 100        |
|                   |           |      |            |
| Latino-Américains | 3,0       | 13,0 | 16,7       |

Selon l'American Community Survey pour la période 2010-2014, 95,15 % de la population âgée de plus de 5 ans déclare parler l'anglais à la maison, 1,52 % déclare parler le gujarati, 1,09 % l'espagnol, 0,85 % le tongien et 1,40 % une autre langue.

## Galerie photographique

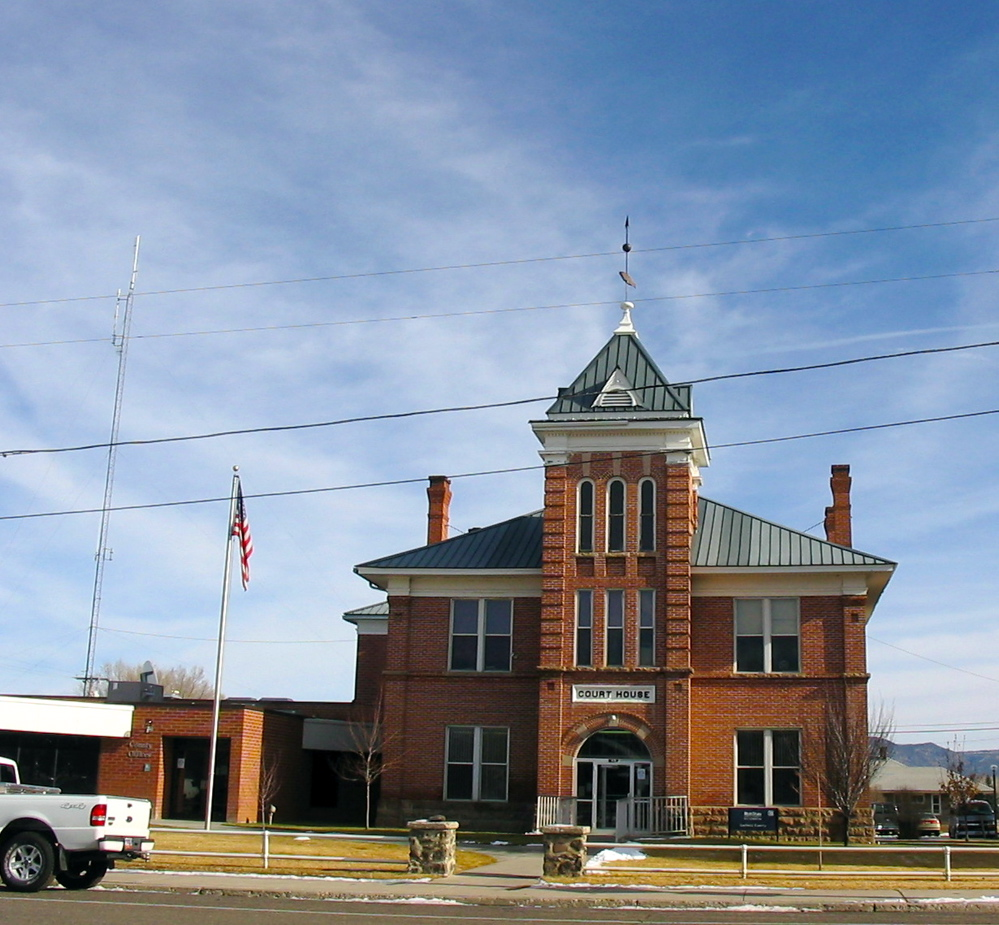
La cour de justice du comté.
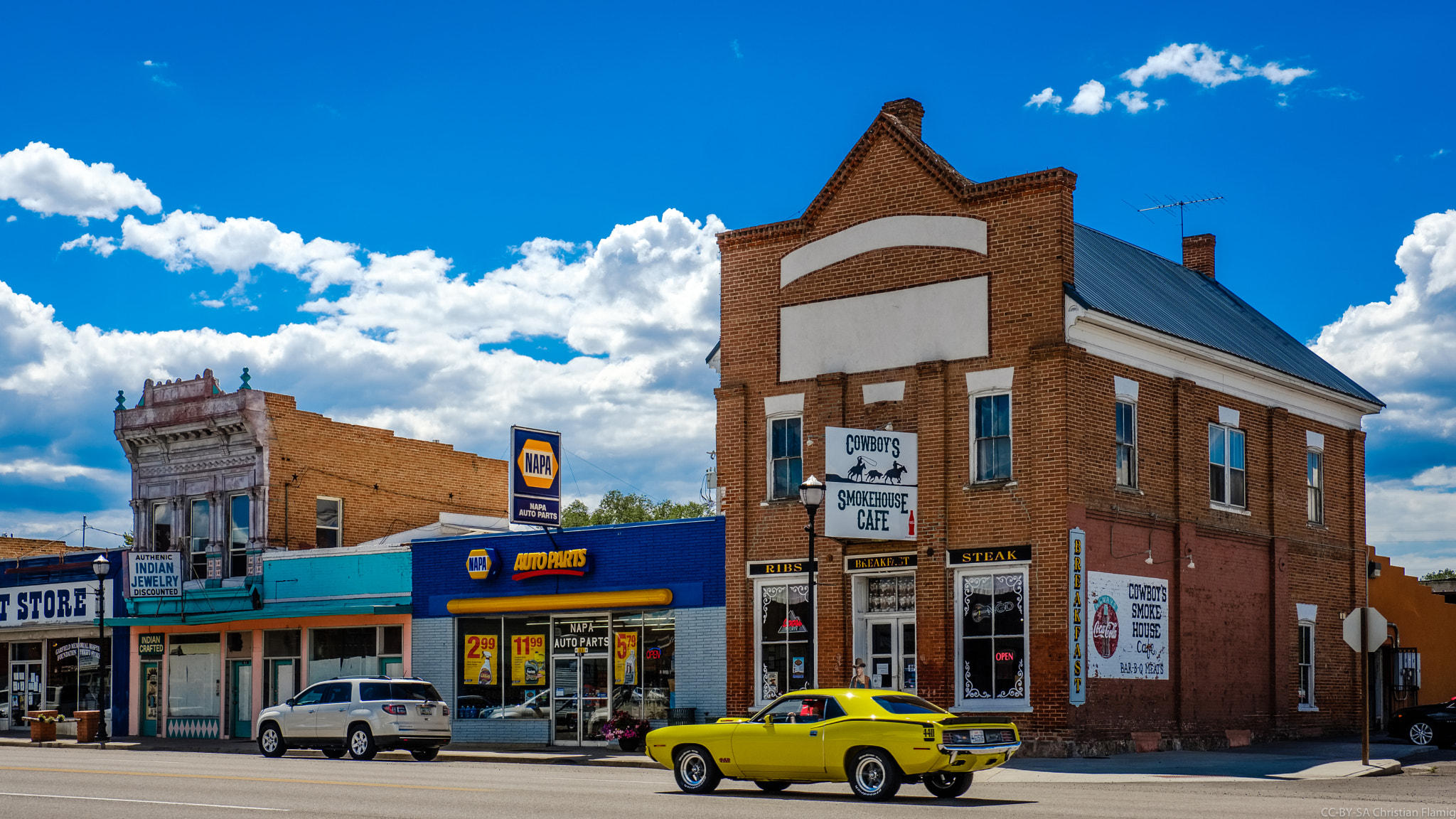
Panguitch en 2017.

## Source
- (en) Cet article est partiellement ou en totalité issu de l’article de Wikipédia en anglais intitulé « Panguitch, Utah » (voir la liste des auteurs).

1. ↑  (en) « Panguitch, UT Population - Census 2010 and 2000 », sur censusviewer.com.
2. ↑  (en) « Population of Utah - Census 2010 and 2000 », sur censusviewer.com (consulté le 23 mars 2016).
3. ↑  (en) « Language spoken at home by ability to speak english for the population 5 years and over. Universe: Population 5 years and over. 2010-2014 American Community Survey 5-Year Estimates », sur factfinder.census.gov.